# 湖城 (科罗拉多州)
湖城（英語：Lake City），是美国科罗拉多州欣斯代尔县下属的一座城市。建市于1884年9月19日，面积大约为9.607平方英里（24.882平方公里）。根据2010年美国人口普查，该市有人口408人。2011年估计该市有人口401人，相比2010年人口增长率为?1.72%。同时，论人口该市是科罗拉多州第209大城市。